# Sojuz T-10
Sojuz T-10 byla sovětská kosmická loď řady Sojuz, která v roce 1984 letěla k orbitální stanici Saljut 7 po nezdaru předchozí mise Sojuz T-10-1.

## Posádka

### Startovali
- Leonid Kizim, velitel (2)
- Vladimir Alexejevič Solovjov, palubní inženýr (1)
- Oleg Aťkov, kosmonaut-výzkumník (1)

### Přistáli
- Jurij Malyšev, velitel (2)
- Gennadij Strekalov, palubní inženýr (3)
- Rákeš Šarma, kosmonaut-výzkumník (1)

V závorkách je uveden dosavadní počet letů do vesmíru včetně této mise.

### Záložní posádka
- Vladimir Vasjutin, velitel
- Viktor Savinych, palubní inženýr
- Valerij Poljakov, kosmonaut-výzkumník